# هتین پارک
هتین پارک (انگلیسی: Hettienne Park؛ زادهٔ ۷ مارس ۱۹۷۳) هنرپیشه، نویسنده اهل ایالات متحده آمریکا است. وی از سال ۲۰۰۲ میلادی تاکنون مشغول فعالیت بوده‌است.
از فیلم‌ها یا برنامه‌های تلویزیونی که وی در آن نقش داشته‌است می‌توان به جنگ عروس‌ها، هانیبال، و بزرگسال جوان اشاره کرد.